# Про дружбу, Шарика и летающую тарелку
«Про дружбу, Шарика и летающую тарелку» — белорусский мультфильм, выпущенный в 2008 году киностудией Беларусьфильм. Фильм участвовал в конкурсной программе фестиваля Суздаль-2009.

## Сюжет
Мультфильм про космических спасателей Катионика и Анимониса, которые получив сигнал бедствия, прилетели на Землю. Тут они знакомятся с мальчиком Петей и щенком Шариком. Мальчик находит в лице инопланетян новых друзей, а обиженный щенок Шарик решает улететь на другую планету…

## Съёмочная группа
| Режиссёр-постановщик | Александр Ленкин                                              |
| Автор сценария       | Александр Ленкин                                              |
| Оператор-постановщик | Юрий Мильтнер                                                 |
| Художник-постановщик | Александр Ленкин                                              |
| Художники            | Александр Бушкин, Е. Надточей, Ольга Чикина                   |
| Аниматоры            | Виталий Бобровский, Татьяна Яцына, Валерий Козлов, А. Сизоров |
| Композитор           | Игорь Сацевич                                                 |
| Звукорежиссёр        | Андрей Волков                                                 |
| Роли озвучивали      | Раиса Астрединова, Вера Кавалерова, Александр Тимошкин        |

## Награды и премии
- XII Международный фестиваль анимационных фильмов «Анимаёвка» 28.09.2009 — Приз зрительских симпатий «Хрустальный карандаш»